# 1995年世界乒乓球錦標賽

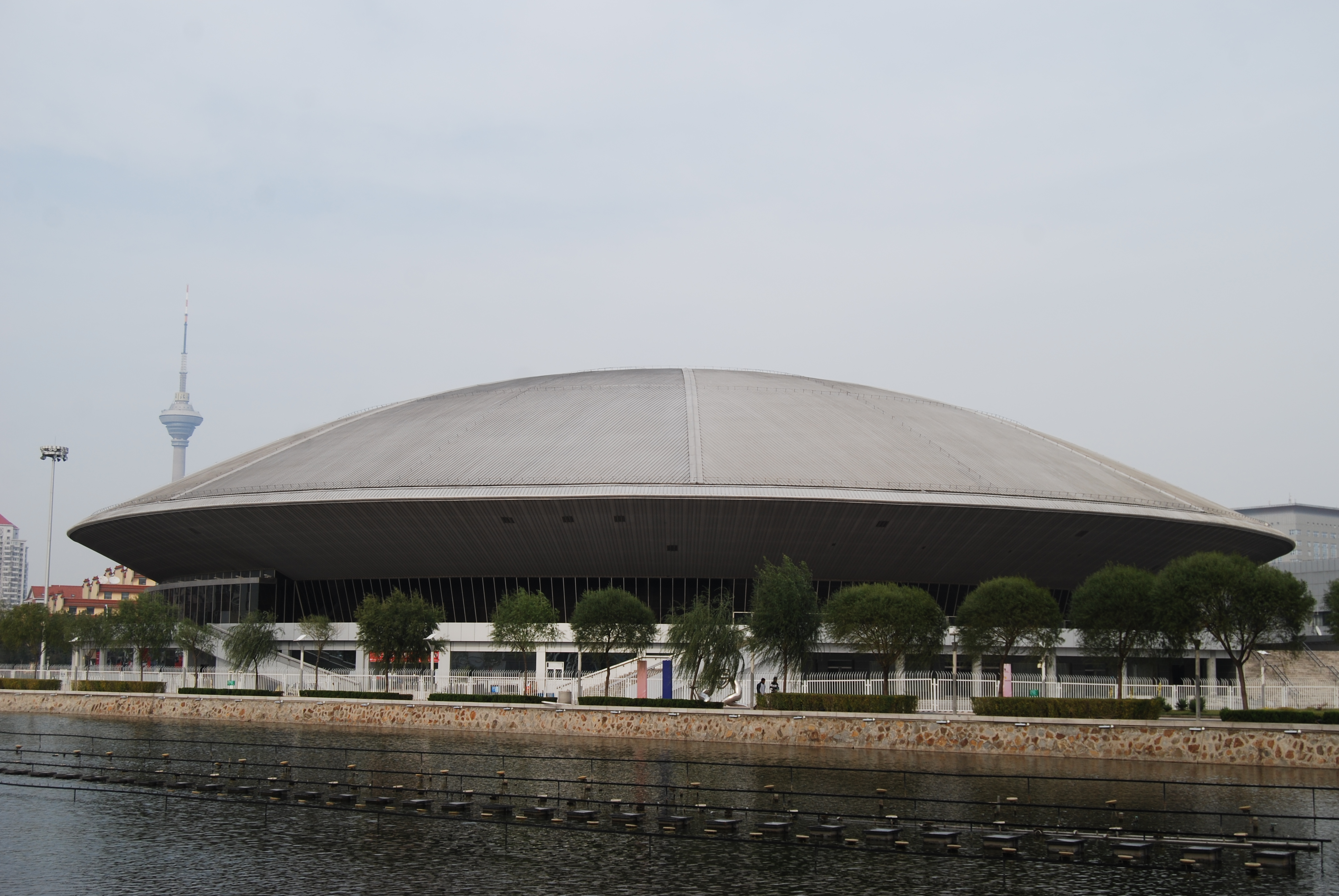
天津体育馆为本届世锦赛的会场，1994年12月建成

1995年世界乒乓球锦标赛，为历史上的第43届世界乒乓球锦标赛，于1995年5月1日至14日在中国天津举行。主办国中国在该届比赛包揽所有项目的金牌，成为最大赢家。

## 赛果

### 团体
| 项目     | 金牌                                          | 银牌                                                  | 铜牌                                         |
| 男子团体 | 中國 · 丁松 · 孔令辉 · 刘国梁 · 马文革 · 王涛 | 瑞典 · 阿佩伊伦 · 卡尔松 · 林德 · 佩尔森 · 瓦尔德内尔 | · 秋教成 · 金锋承 · 金泽洙 · 李哲承 · 刘南奎 |
| 女子团体 | 中國 · 邓亚萍 · 刘伟 · 乔红 · 乔云萍          | · 金茂校 · 朴海晶 · 朴境爱 · 柳智惠                   | 香港 · 齊寶華 · 陳丹蕾 · 唐韻 · 溫淑君       |

### 个人
| 项目     | 金牌        | 银牌                  | 铜牌          |
| 男子单打 | 孔令辉      | 刘国梁                | 丁松          |
| 男子单打 | 孔令辉      | 刘国梁                | 王涛          |
| 女子单打 | 邓亚萍      | 乔红                  | 刘伟          |
| 女子单打 | 邓亚萍      | 乔红                  | 乔云萍        |
| 男子双打 | 吕林 王涛   | 普里莫拉茨 萨姆索诺夫 | 林志刚 刘国梁 |
| 男子双打 | 吕林 王涛   | 普里莫拉茨 萨姆索诺夫 | 埃洛瓦 盖亭   |
| 女子双打 | 邓亚萍 乔红 | 刘伟 乔云萍           | 王晨 邬娜     |
| 女子双打 | 邓亚萍 乔红 | 刘伟 乔云萍           | 巴托尔菲 托特 |
| 混合双打 | 王涛 刘伟   | 孔令辉 邓亚萍         | 李哲承 柳智惠 |
| 混合双打 | 王涛 刘伟   | 孔令辉 邓亚萍         | 林德 斯文松   |